# مینیولا (کانزاس)
مینیولا (به انگلیسی: Minneola) شهری در ایالت کانزاس کشور ایالات متحده آمریکا است که جمعیت آن در سرشماری سال ۲۰۱۰ میلادی، ۷۴۵ نفر بوده‌است.